# Pagenverschwörung
Die Pagenverschwörung war ein gescheitertes Komplott sieben junger königlicher Pagen, die 327 v. Chr. den makedonischen König Alexander den Großen ermorden wollten.

## Vorgeschichte und Hintergründe
Alexander der Große, der bei seiner immer weiter fortschreitenden Eroberung des Persischen Reichs zunehmend orientalische Sitten annahm, machte sich dadurch bei seinen alten Kampfesgefährten, die aus Makedonien und Griechenland stammten, sehr unbeliebt. Insbesondere dass er auch bei ihnen die Proskynese einführen wollte, stieß auf Widerstand, da dies der Vergöttlichung eines lebenden Herrschers gleichkam. Am beharrlichsten weigerte sich Alexanders Hofgeschichtsschreiber Kallisthenes von Olynth, der als Schüler des Aristoteles die Einführung eines solchen persischen Hofzeremoniells als Verletzung des griechischen Freiheitsideals und als Versklavung empfand. Einer der Schüler des Kallisthenes war Hermolaos, der Anführer jener Pagen, die Alexander ermorden wollten. Deshalb wurde der Historiker nach Aufdeckung der Verschwörung beschuldigt, der Urheber gewesen zu sein, und ebenfalls hingerichtet, obwohl seine Schuld keineswegs bewiesen erscheint.
Unmittelbarer Anlass für die Verschwörung dürfte eine erniedrigende Behandlung des Anführers Hermolaos gewesen sein. Dieser hatte an einer Jagd teilgenommen und einen wilden Eber noch vor dem König selbst mit dem Speer erlegt. Damit zog sich der junge Makedone den Zorn Alexanders zu, der ihn öffentlich auspeitschen ließ. Außerdem war Hermolaos’ Vater Sopolis einen Monat vor dem Komplott von seinem Posten als Feldherr der Kavallerie abgezogen und zur Herbeischaffung von Auxiliartruppen nach Makedonien heimgesandt worden. Auch war der Vater eines weiteren Attentäters kurz vorher als Satrap von Syrien abgelöst worden und hatte dem Makedonenkönig Hilfstruppen mitgebracht, ohne danach wieder in eine hohe Position eingesetzt zu werden. Also hatten mindestens zwei Verschwörer die jüngste Behandlung ihrer Väter als Zurücksetzung empfinden müssen.

## Verlauf
Die Verschwörung gegen Alexander fand Anfang 327 v. Chr. statt, als der König mit der Hauptarmee sein Lager unweit eines Dorfes in Baktrien bezogen hatte. Die Pagen wollten Alexander im Schlaf erstechen – ein Plan, der sich bewerkstelligen ließ, da die Pagen vor dem Zelt Alexanders nachts Wache hielten, freilich im Turnus. Da im Ganzen 50 Pagen in königlichen Diensten standen und daher jeder nur einmal pro Woche Wache stand, mussten die Attentäter mehr als einen Monat auf einen gemeinsamen Dienst warten, um ihren Plan durchführen zu können. Als dann die ersehnte Nacht gekommen war, blieb der König bis in die frühen Morgenstunden bei einem Gelage und unterhielt sich bei reichlichem Alkoholkonsum gut. Als er sich schließlich zum Nachtlager aufmachte, soll er auf eine syrische Wahrsagerin gestoßen sein. Diese hatte ihm schon seit längerem als wahr erprobte Voraussagen gegeben und genoss daher sein Vertrauen. Diesmal riet sie ihm, beim Bankett weiterzufeiern, und dementsprechend kehrte Alexander zurück und trank fröhlich noch mehr Wein. Robin Lane Fox hält die Wahrsagerin für eine Erfindung des Historikers Aristobulos, um Alexanders Trunksucht zu verschleiern, während Siegfried Lauffer die Geschichte eher für wahr hält. Jedenfalls hatte wegen Alexanders spätem Erscheinen in seinem Zelt der Nachtdienst für die Verschwörer schon geendet, und neue Pagen warteten auf ihn.
Angeblich wenige Stunden nach dem gescheiterten Attentat plauderte einer der Pagen den Plan seinem Freund aus. Durch Weitererzählen im kleinen Kreis kam die Geschichte rasch zwei Leibwächtern zu Ohren, die sie sofort dem König meldeten. Die Verschwörer wurden festgenommen und gefoltert. Zwar pardonierte man die Informanten, doch die übrigen klagte Alexander vor dem gesamten Heer an. Hermolaos verteidigte sich angeblich mit seinem Glauben an die Freiheit, die er durch Alexanders Auftreten als orientalischer Despot gefährdet gesehen habe. An den verhinderten Attentätern wurde die Todesstrafe durch Steinigung vollzogen. Es dürften keine Zweifel an der Schuld der Hingerichteten bestanden haben.
Da Alexander aber auch Kallisthenes als angeblichen Drahtzieher verhaften und vermutlich auch exekutieren ließ, zog er sich in der Philosophenschule des Aristoteles den Ruf eines Tyrannen zu; dieses negative Bild des großen Makedonenkönigs spiegelt sich auch in vielen historischen Darstellungen wider.